# Amtsgericht Köln

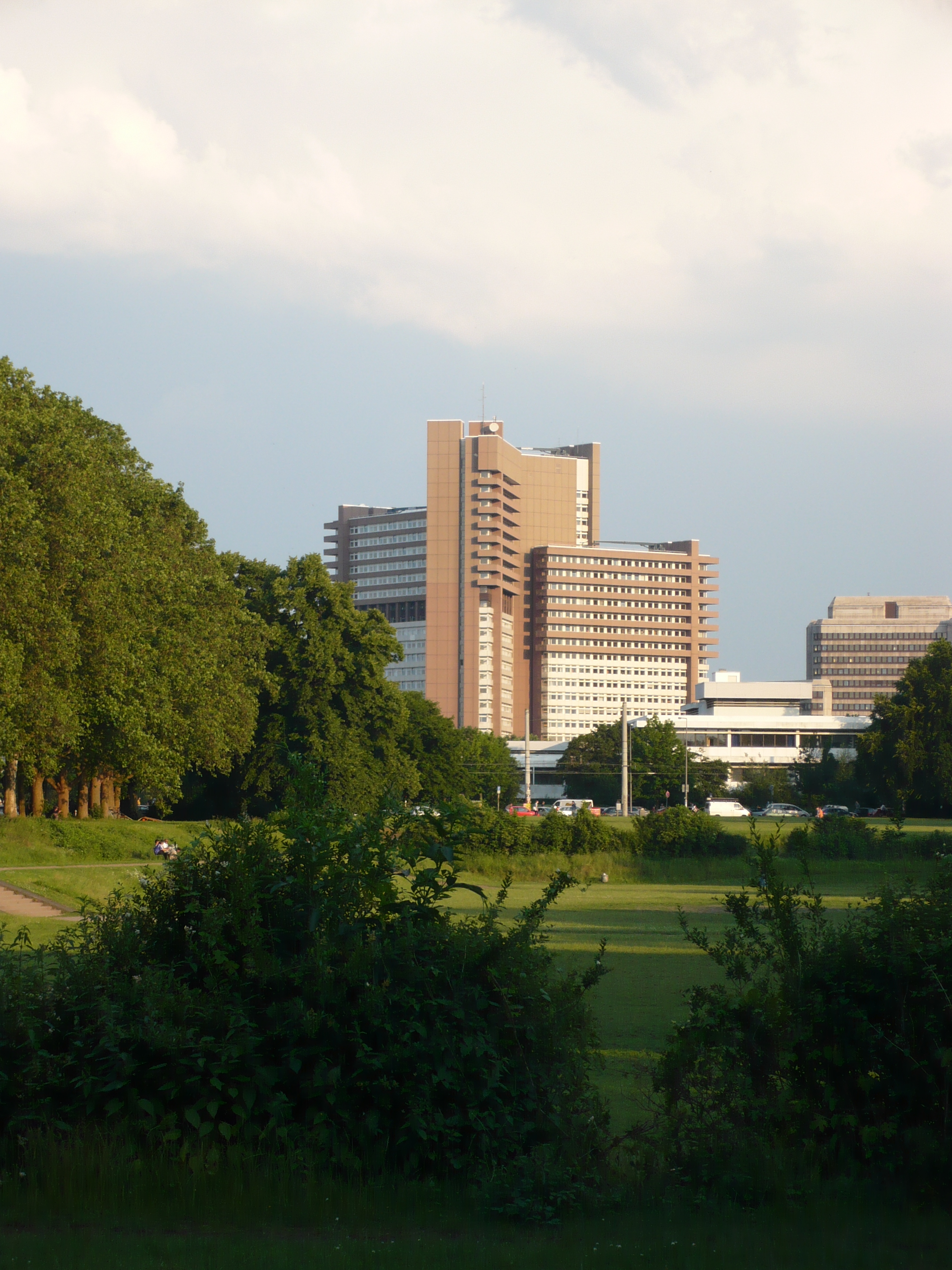
Justizzentrum Köln

Das Amtsgericht Köln ist für die kreisfreie Stadt Köln zuständig und hat seinen Sitz in Köln. In dem 405 km² großen Gerichtsbezirk leben rund 1,1 Millionen Menschen (2019). Das Amtsgericht Köln ist damit nach dem Amtsgericht München das zweitgrößte deutsche Amtsgericht, da in den beiden größeren Städten Berlin und Hamburg die amtsgerichtliche Zuständigkeit jeweils auf mehrere Gerichte verteilt ist. Das Gericht beschäftigt 894 Personen, davon 168 Richterinnen und Richter (2018). Pro Jahr werden rund 26.000 Zivilverfahren und 25.000 Straf- und Ordnungswidrigenverfahren erledigt. Die Frauenquote der Behörde liegt bei 63 %. Da das Amtsgericht auch für den Flughafen Köln/Bonn zuständig ist, machen Fluggastrechtverfahren einen beträchtlichen Anteil der Verfahren aus. Im Jahr 2023 hatte das Gericht etwa ein Aufkommen von 37.700 Verfahren aus diesem Bereich.
Verfahren nach dem Transsexuellengesetz nimmt das AG Köln für den gesamten Oberlandesgerichtsbezirk Köln wahr.

## Räumlichkeiten
Der Großteil befindet sich mit Staatsanwaltschaft und Landgericht im Justizzentrum Köln an der Luxemburger Straße in Köln-Sülz. Weitere Teile (Grundbuchamt, Handelsregister, Nachlassgericht, Hinterlegungsabteilung, Kirchenaustrittsstelle, Zwangsversteigerungsgericht und Gerichtskasse) sind gemeinsame mit dem Oberlandesgericht Köln im Justizgebäude Reichenspergerplatz in Köln-Neustadt-Nord untergebracht.

## Übergeordnete Gerichte
Das dem Amtsgericht Köln übergeordnete Landgericht ist das Landgericht Köln, das wiederum dem Oberlandesgericht Köln untersteht.